# Pomona Stronk
Pomona Stronk (Engels: Pomona Sprout) is een personage in de Harry Potterboekenreeks van de Britse schrijfster J.K. Rowling. Ze is lerares kruidenkunde op Zweinsteins Hogeschool voor Hekserij en Hocus-Pocus. Ze leert haar leerlingen alles over magische planten en hun eigenschappen. Professor Stronk loopt altijd rond met een verstelde hoed en vuile nagels van het werken in de plantenkassen. Ze is ook hoofd van Huffelpuf.

## Verhaallijnen
Stronk is degene die ervoor zorgt dat de Mandragora's, die in kas 3 worden gekweekt, gebruikt kunnen worden om de toverdrank te brouwen waarmee de leerlingen die in Harry Potters tweede schooljaar door de Basilisk waren versteend weer tot leven worden gewekt.
In de epiloog van het laatste boek wordt duidelijk dat Professor Stronk is opgevolgd door Marcel Lubbermans. Marcel Lubbermans zijn lievelingsvak was vroeger kruidenkunde en daarom is hij leraar geworden. De omstandigheden waaronder deze opvolging heeft plaatsgevonden worden verder in het midden gelaten.